# Kanton Belleville-sur-Meuse
Der  Kanton Belleville-sur-Meuse ist seit 2015 ein französischer Wahlkreis im Arrondissement Verdun, im Département Meuse und in der Region Grand Est (bis Ende 2015 Lothringen). Hauptort des Kantons ist die Gemeinde Belleville-sur-Meuse.

## Geschichte
Der Kanton entstand bei der Neueinteilung der französischen Kantone im Jahr 2015. Seine Gemeinden kommen aus den bisherigen Kantonen Charny-sur-Meuse (16 Gemeinden) und Étain (12 Gemeinden).

## Lage
Der Kanton liegt in der Nordhälfte des Départements Meuse nördlich und nordöstlich der Stadt Verdun.

## Gemeinden
Der Kanton besteht aus 27 Gemeinden mit insgesamt 9269 Einwohnern (Stand: 1. Januar 2022) auf einer Gesamtfläche von 259,99 km²:
| Gemeinde                    | Einwohner 1. Januar 2022 | Fläche km² | Dichte Einw./km² | Code INSEE | Postleitzahl |
| --------------------------- | ------------------------ | ---------- | ---------------- | ---------- | ------------ |
| Abaucourt-Hautecourt        | 100                      | 9,68       | 10               | 55002      | 55400        |
| Beaumont-en-Verdunois       | 0                        | 7,87       | 0                | 55039      | 55100        |
| Belleville-sur-Meuse        | 3.023                    | 10,16      | 298              | 55043      | 55430        |
| Bezonvaux                   | 0                        | 9,23       | 0                | 55050      | 55100        |
| Blanzée                     | 13                       | 3,39       | 4                | 55055      | 55400        |
| Bras-sur-Meuse              | 669                      | 13,69      | 49               | 55073      | 55100        |
| Champneuville               | 119                      | 11,99      | 10               | 55099      | 55100        |
| Charny-sur-Meuse            | 521                      | 12,62      | 41               | 55102      | 55100        |
| Châtillon-sous-les-Côtes    | 174                      | 10,68      | 16               | 55105      | 55400        |
| Cumières-le-Mort-Homme      | 0                        | 6,11       | 0                | 55139      | 55100        |
| Damloup                     | 126                      | 5,28       | 24               | 55143      | 55400        |
| Dieppe-sous-Douaumont       | 193                      | 15,06      | 13               | 55153      | 55400        |
| Douaumont-Vaux              | 81                       | 12,70      | 6                | 55537      | 55100, 55400 |
| Eix                         | 262                      | 12,06      | 22               | 55171      | 55400        |
| Fleury-devant-Douaumont     | 0                        | 10,27      | 0                | 55189      | 55100        |
| Gincrey                     | 61                       | 9,69       | 6                | 55211      | 55400        |
| Grimaucourt-en-Woëvre       | 97                       | 5,69       | 17               | 55219      | 55400        |
| Haumont-près-Samogneux      | 0                        | 10,81      | 0                | 55239      | 55100        |
| Louvemont-Côte-du-Poivre    | 0                        | 8,25       | 0                | 55307      | 55100        |
| Maucourt-sur-Orne           | 49                       | 6,43       | 8                | 55325      | 55400        |
| Mogeville                   | 74                       | 6,37       | 12               | 55339      | 55400        |
| Moranville                  | 103                      | 6,80       | 15               | 55356      | 55400        |
| Moulainville                | 138                      | 11,10      | 12               | 55361      | 55400        |
| Ornes                       | 8                        | 18,52      | 0                | 55394      | 55150        |
| Samogneux                   | 99                       | 6,16       | 16               | 55468      | 55100        |
| Thierville-sur-Meuse        | 3.168                    | 12,09      | 262              | 55505      | 55840        |
| Vacherauville               | 191                      | 7,29       | 26               | 55523      | 55100        |
| Kanton Belleville-sur-Meuse | 9.269                    | 259,99     | 36               | 5504       | –            |

## Änderungen im Gemeindebestand seit der Neugliederung 2015
2019: Fusion Douaumont und Vaux-devant-Damloup → Douaumont-Vaux

## Politik
Im 1. Wahlgang am 22. März 2015 erreichte keines der drei Wahlpaare die absolute Mehrheit. Bei der Stichwahl am 29. März 2015 gewann das Gespann Régine Munerelle/Yves Peltier (beide DVD) gegen Benoît Bailliot/Danielle Lepointe (beide FN) mit einem Stimmenanteil von 65,89 % (Wahlbeteiligung:54,72 %).
| Vertreter im conseil général des Départements | Vertreter im conseil général des Départements | Vertreter im conseil général des Départements |
| Amtszeit                                      | Name                                          | Partei                                        |
| --------------------------------------------- | --------------------------------------------- | --------------------------------------------- |
| 2015–                                         | Régine Munerelle Yves Peltier                 | DVD                                           |